# Caldas, Minas Gerais
Caldas este un oraș în unitatea federativă Minas Gerais (MG), Brazilia.